# Pierścień wiodący

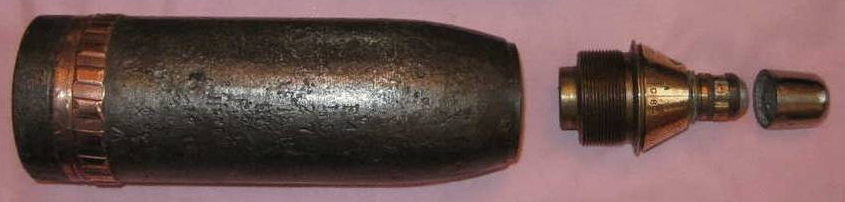
Wystrzelony pocisk artyleryjski z miedzianym pierścieniem wiodącym. Widoczne nacięcia od wrzynania w gwint w czasie strzału

Pierścień wiodący – pierścień z materiału plastycznego obciśnięty w rowku na obwodzie części cylindrycznej pocisku.
Średnica pierścienia jest nieco większa od kalibru lufy. Jego zadaniem jest nadanie prędkości kątowej do stabilizacji pocisku na torze lotu. Wykonany jest najczęściej z miedzi, rzadziej ze stopów metali na bazie miedzi. Pierścień w czasie strzału wrzyna się w bruzdy lufy powodując wprowadzanie pocisku w ruch obrotowy dookoła osi podłużnej. Jest również uszczelniaczem powodującym ograniczenie przedzierania się gazów pomiędzy powierzchnią przewodu lufy a pociskiem. Jeżeli będą występować zbyt duże obciążenia działające na pierścień wiodący wówczas może nastąpić naruszenie połączenia między pierścieniem i korpusem pocisku (tzw. zerwanie pierścienia wiodącego) i wtedy może dojść do utraty stabilizacji przez pocisk. Żeby temu zjawisku zapobiec niektóre pociski są wyposażone w dwa lub trzy pierścienie. Innym rozwiązaniem zmniejszającym obciążenia pierścienia jest zmniejszenie skoku gwintu lufy.